# Diptih Križanje in Poslednja sodba
Diptih Križanje in Poslednja sodba (ali Diptih s Kalvarijo in Poslednjo sodbo) je sestavljen iz dveh majhnih poslikanih tabel, ki jih pripisujejo staronizozemskemu umetniku Janu van Eycku, področja pa zaključujejo neznani sledilci ali člani njegove delavnice. Ta diptih je eno od zgodnjih mojstrovin severnorenesančnih olj na tabli, ki slovi po svoji nenavadno zapleteni in zelo podrobni ikonografiji ter po tehnični spretnosti, ki se kaže v njenem zaključku. Izvedena je bila v miniaturni obliki; tabli sta visoki le 56,5 cm in široki 19,7 cm. Diptih je bil verjetno naročen za zasebno pobožnost.
Levo krilo prikazuje Križanje. Prikazuje Kristusove privržence, ki v ospredju žalujejo, vojake in gledalce, ki se prerivajo v sredini in portret treh križanih teles v zgornjem delu. Prizor je postavljen na prostrano in komaj sluteno nebo s pogledom na Jeruzalem v daljavi. 
Desno krilo prikazuje prizore, povezane z Poslednjo sodbo: peklenska krajina na njenem dnu, vstali čakajoči na sodbo v središču in upodobitev Kristusa v veličanstvu ob strani z Veliko deesis svetnikov, apostolov, duhovščine, devic in plemenitašev v zgornjem delu. Deli vsebujejo grške, latinske in hebrejske napise. Originalni pozlačeni okvirji vsebujejo biblijske odlomke v latinščini, ki so povzeti iz Izaijeve knjige, 5. Mojzesove knjige in Razodetja. Glede na datum, napisan v ruščini na hrbtni strani, so bile table leta 1867 prenesene na platno.
Najzgodnejša omemba dela se pojavi leta 1841, ko so znanstveniki verjeli, da sta tabli krili izgubljenega triptiha. Metropolitanski muzej umetnosti je diptih pridobil leta 1933. Takrat je bilo delo pripisano Janovemu bratu Hubertu , ker so ključna področja formalno spominjala na strani iz  Torinsko-milanskega horarija, za katere so takrat verjeli, da so od Hubertove roke. Glede dokazov o tehniki in slogu oblačenja figur večina učenjakov meni, da so table pozna dela Jana van Eycka, izvedena v zgodnjih 1430-ih in končana po njegovi smrti. Drugi umetnostni zgodovinarji trdijo, da je van Eyck table slikal v zgodnjih 1420-ih, šibkejše odlomke pa pripisujejo relativni neizkušenosti mlajšega van Eycka.

## Format in tehnika
Skupaj z Robertom Campinom in kasneje Rogierjem van der Weydnom je Van Eyck v začetku do sredine 15. stoletja revolucioniral pristop k naturalizmu in realizmu v severnoevropskem slikarstvu. Bil je prvi, ki je manipuliral z olji in dal natančne podrobnosti, ki so njegovim figuram vlili visoko stopnjo realizma in kompleksnosti čustev, ki jih vidimo v tem diptihu. To je združil z obvladovanjem glazure, da je ustvaril svetleče površine z globoko perspektivo - najbolj opazno v zgornjem delu table Križanje -, ki do tedaj ni bila dosežena.
V 1420-ih in 1430-ih, ko je bilo slikanje z oljem in tablami še vedno v povojih, so bili za upodobitve Poslednje sodbe pogosto uporabljeni vertikalni formati, ker je ozko kadriranje še posebej ustrezalo hierarhični predstavitvi neba, zemlje in pekla. Križanje je bilo običajno predstavljeno v vodoravni obliki. Da bi tako obsežne in zelo podrobne upodobitve prilegal na dve enako majhni in ozki krili, je bil Van Eyck prisiljen narediti številne novosti in preoblikovati številne elemente table Križanje, da se ujemajo z navpično in strnjeno predstavitvijo pripovedi o sodbi. Rezultat je tabla s križi, ki se dvigajo visoko v nebo, nenavadno zapakiran prizor množice v sredini in ganljiv spektakel žalujočih v ospredju, vse upodobljeno v neprekinjenem pobočju od spodaj navzgor v slogu srednjeveške tapiserije. Umetnostni zgodovinar Otto Pächt pravi, da je »ves svet na eni sliki, Orbis Pictus«.
V tabli Križanje Van Eyck sledi tradiciji zgodnjega 14. stoletja, ki prikazuje biblijske epizode s pripovedno tehniko. Po besedah umetnostnega zgodovinarja Jeffreyja Chippsa Smitha so epizode videti kot »hkratni, ne zaporedni« dogodki. Van Eyck zgosti ključne epizode iz evangelijev v eno kompozicijo, ki je vsaka postavljena tako, da v logično zaporedje pritegne pogled gledalca navzgor. Ta naprava je van Eycku omogočila večjo iluzijo globine z bolj zapletenimi in nenavadnimi prostorskimi ureditvami. Na tabli Križanje uporablja različne kazalnike, s katerimi prikazuje relativno bližino določenih skupin figur Jezusu. Glede na velikost žalujočih v ospredju glede na križane postave so vojaki in gledalci, zbrani v sredini, veliko večji, kot bi dopuščalo natančno upoštevanje perspektive. V Poslednji sodbi so prekleti postavljeni v pekel v spodnji del sredine, medtem ko so svetniki in angeli postavljeni višje v zgornjem ospredju. Pächt o tej tabli piše, da je prizor »asimiliran v en sam prostorski kozmos«, pri čemer je nadangel deloval kot razdelilnik v slikovnem prostoru med nebesi in peklom.
Umetnostni zgodovinarji niso prepričani, ali naj bi bile table diptih ali triptih. Morda so tvorili zunanja krila triptiha, v središču pa je od nekdaj izgubljena tabla, ki predstavlja Poklon Treh kraljev ali kot je povedal nemški umetnostni zgodovinar J. D. Passavant, o katerem so leta 1841 domnevali, da je izgubljena srednja tabla morda bila Jezusovo rojstvo. Zdaj se zdi malo verjetno, da bi izgubljena tabla lahko bila prvotni spremljevalec zunanjih kril; takšna povezava bi bila zelo čudna za slikarje iz 1420 in 1430. Predlagano je bilo tudi, da je bil osrednji del dodan kasneje, ali kot je zapisal Albert Châtelet, je bil osrednji panel morda ukraden. Umetnostni zgodovinar Erwin Panofsky je menil, da sta tabli Križanje in Poslednja sodba namenjeni diptihu. Trdil je, da bi bilo nenavadno, če bi bila zgolj zunanja krila deležna »razkošnega zdravljenja« teh dveh tabel. Ta pristop spominja na srednjeveške relikviarije. Drugi so opazili, da so bili triptihi običajno veliko večja dela, namenjena javni razstavi in so se nagibali k pozlačenim in močno vpisanim okvirjem; običajno bi bila le osrednja tabla tako razkošno okrašena kot te table. Nasprotno pa so diptihe običajno izdelovali za zasebno pobožnost in so bili običajno brez pozlačevanja. Dokumentarnih dokazov za izvirno osrednjo tablo ni, tehnični pregled pa kaže na to, da sta bili dve deli namenjeni kot krili diptiha, takrat novega formata. Pächt meni, da ni dovolj dokazov, da bi ugotovili, ali je obstajalo tretje naročilo.

## Opis

### TablaKrižanje
Tabla Križanje obsega tri vodoravne ravnine, ki predstavljajo različne trenutke iz pasijona. Zgornja tretjina prikazuje križanje pred pogledom na Jeruzalem; spodnji dve tretjini podrobno opisujeta množice in Jezusove privržence na Golgoti (Kraj lobanje). Nahaja se zunaj mestnega obzidja med skalnimi grobnicami in vrtovi. V prvem stoletju je bila Golgota kraj za usmrtitve v Jeruzalemu, vidni deli hriba pa poudarjajo »kamnito, prepovedano in brez življenja« naravo. Ozračje turobnosti okrepijo naključne figure v zgornjem delu, ki se ujamejo za boljši pogled. Evangeliji pripovedujejo o Jezusovih sledilcih in sorodnikih ter o njegovih tožnikih in različnih gledalcih, ki so se udeležili križanja na Golgoti. V panoju van Eycka so prvi predstavljeni v ospredju, drugi, vključno z visokimi duhovniki in tempeljskimi starešinami, pa so prikazani v sredini. 
V osrednjem ospredju je prikazana skupina petih žalovalk, tri druge figure pa so postavljene desno in levo. V osrednji skupini Janez Evangelist podpira Devico Marijo, obkroženo s tremi ženskami. Marijino dramatično omedlevanje v žalosti jo potisne naprej v slikovni prostor in po Smithu jo postavi »najbližje gledalčevemu domnevnemu položaju«. Oblečena v modro haljo, ki skrije večino njenega obraza, se zgrudi in jo ujame Janez, ki jo podpira za roke. Marija Magdalena  kleči na desni, oblečena v z belo okrašeno zeleno haljo in rdeče rokave. Dvigne roke navzgor, stisne prste na razburjen, mučen način. Je edina prikazana figura iz te skupine, ki gleda naravnost v Kristusa in služi kot eden ključnih slikarskih elementov za usmerjanje gledalčevega pogleda navzgor proti križem. Četrta in peta žalujoča sta prepoznani kot prerokinji Sibili in sta skrajno levo in desno od osrednje skupine. Sibila na levi strani je obrnjena proti križu s hrbtom h gledalcu, turban žalujoče na desni pa se sooča s skupino in je bodisi eritrejska bodisi kumska Sibila, ki sta v krščanski tradiciji pripisani z opozorilom na okupatorske Rimljane kulta odrešenja, ki bi se razvil okoli Kristusove smrti in vstajenja. Ima skoraj brezbrižen izraz, ki je bil interpretiran tako kot zadovoljstvo ob uresničevanju njenih prerokb kot sočutno razmišljanje o žalosti drugih žensk.
Sredina prikazuje prizor množice nad skupino žalujočih, ločena od dveh vojakov, ki stojita med obema skupinama. Žalujoči iz ospredja se odražajo v ščitu na boku rimskega vojaka, ki nosi kopje, ki se nasloni na človeka na desni strani v rdečem turbanu. Smith meni, da s tem želi poudariti čustveno in fizično ločenost žalujočih od različnih figur, zbranih na sredi. Umetnostni zgodovinar Adam Labuda vidi ti dve postavi, postavljeni v celotni dolžini med glavnimi žalovalci in gledalci v sredini, kot slikovno napravo, ki skupaj z Magdaleninim pogledom navzgor usmerja pogled gledalcev navzgor skozi dramatično zaporedje table.
V upodobitvi Van Eycka je poseben poudarek na brutalnosti in brezbrižnosti množice, ki je priča Kristusovemu trpljenju. Vključujejo mešanico rimskih legionarjev, sodnikov in različnih obešenjakov, ki so prišli gledat spektakel. Številni so oblečeni v bogata oblačila v svetlih barvah, v mešanici orientalskega in severnoevropskega sloga, medtem ko jih je več nameščenih na konju. Nekateri se odkrito posmehujejo obsojenemu, drugi zmedeno zavzamejo »le še ena« usmrtitev, drugi pa se pogovarjajo med seboj. Izjema je centurion, ki sedi na belem konju na skrajnem desnem robu table, ki gleda v Kristusa s široko razširjenimi rokami in glavo, vrženo nazaj, v »samem trenutku njegove razsvetljenosti« v znak priznanja Kristusove božanskosti. Konjeniki so zelo podobni  Kristusovim vojakom in  Pravičnim sodnikom iz spodnjih notranjih tabel van Eyckovega Gentskega oltarja. Umetnostna zgodovinarka Till-Holger Borchert ugotavlja, da imajo te figure »večjo dinamiko, če jih vidimo od zadaj in ne s profila«, in da ta razgledna točka opazovalca oko usmerja navzgor proti sredini in Križanju.
Van Eyck razširi višino križev na nerealno stopnjo, da omogoči križanju, da prevladuje nad zgornjo tretjino table. Kristus je v gledalca obrnjen neposredno, križa obeh tatov pa sta postavljena pod kotom na obe strani. Vsak od tatov je zvezan z vrvmi in ne z žeblji. Telo tata na desni - pokesani tat, omenjen v Lukovem evangeliju - je brez življenja. 'Slabi' tat na njegovi levi umira zvit v bolečinah in po besedah umetnostnega zgodovinarja Jamesa W. H. Weala, upodobljen kot »obupno, a zaman«. Roke obeh moških so zaradi pomanjkanja pretoka postale črne. Na plakatu, ki so ga pripravili Pilat ali rimski vojaki, postavljen nad Jezusovo glavo, je v hebrejščini, latinščini in grščini napisano »Jezus iz Nazareta, judovski kralj«. 
Ta tabla zajema trenutek Kristusove smrti, običajno trenutek po zlomu tatov (čeprav to ni upodobljeno). Kristus je gol, razen prozorne tančice, na kateri so vidne nekatere njegove sramne dlake. Njegove roke in noge so prikovane na les; kri iz nohta, ki drži njegove noge na križ, obarva leseno podlago. Roke so obremenjeno pod težo zgornjega dela telesa in v poslednji muki je čeljust popustila; njegova usta so odprta z zobmi, izpostavljenimi v grimasi smrti. V sredini, na dnu križa, se Longin, na konju, s krzneno obloženo kapo in zeleno tuniko, ki ga vodi asistent, razteza, da s sulico prebode Jezusovo stran, ko iz rane teče temno rdeča kri. Na desni strani Longina ima večinoma zakriti Stefaton visoko na koncu trsa namočeno gobo, namočeno s kisom.
Prva generacija zgodnjih nizozemskih slikarjev navadno ni posvečala veliko pozornosti krajinskim ozadjem. Pogosto so bili vključeni, kar kaže na močan vpliv italijanskih slikarjev, vendar običajno kot manjši elementi kompozicije, vidni na daleč in brez resničnega opazovanja narave. Ta diptih pa vsebuje eno najbolj nepozabnih pokrajinskih ozadij v severni umetnosti 15. stoletja. Panoramski pogled na Jeruzalem sega v daljavo navzgor do gorskega vrha v ozadju. Nebo, ki se nadaljuje do zgornjega dela desne table, je upodobljeno v globoko modri in obloženo s kumulusnimi oblaki. Ti oblaki so podobni oblakom v Gentskem oltarju in so, tako kot v tem delu, vključeni, da poglobijo in poživijo nebo v ozadju. Zdi se, da se je nebo pravkar stemnilo, v skladu z mislijo, da tabla zajema trenutek Jezusove smrti. Šibke cirusne oblake lahko opazimo v skrajnem visokogorju, na prisotnost sonca pa kaže senca, ki pade na zgornji levi del table.

### TablaPoslednja sodba
Desno krilo je tako kot pri krilu Križanja vodoravno razdeljeno na tri področja. Tu predstavljajo nebesa, zemljo in pekel od zgoraj navzdol, v nebesih je tradicionalna velika Deesis z duhovščino in laiki; na zemlji, v sredini, prevladujejo figure nadangela Mihaela in poosebitev smrti; medtem ko v spodnjem delu prekleti padajo v pekel, kjer jih mučijo in jedo zveri. Umetnostni zgodovinar Bryson Burroughs, ki opisuje pekel, piše, da so »diabolični izumi Boscha in Brueghela otroška močvirna dežela v primerjavi s peklenskimi grozotami, ki si jih je domišljal van Eyck«.
Leases prizor primerja s srednjeveškim bestiarijem, ki obsega »celotno favno zoomorfnih vragov. Van Eyckov pekel naseljujejo demonske pošasti, katerih edine vidne lastnosti so pogosto »njihove bleščeče oči in beli očesi«. Grešniki najprej padejo z glavo v svoje muke, na milost in nemilost hudičem v prepoznavnih oblikah, kot so podgane, kače in prašiči, pa tudi medved in osel. Van Eyck drzno prikazuje kralje in pripadnike duhovščine med obsojenimi v pekel.
Zemljo predstavlja ozko območje med nebesi in peklom, v katerem je prikazano vstajenje mrtvih kot ogenj poslednjega dne. Mrtvi se dvigajo iz svojih grobov na levo in iz nevihtnega morja na desno. Nadangel Mihael stoji na ramenih smrti, največja figura na sliki, katere telo in krila obsegajo celoten slikovni prostor. Michael nosi zlati oklep z dragulji, ima kodraste svetle lase in raznobarvna krila, podobna tistim, ki jih vidimo na donatorski tabli van Eyckovega Dresdenskega triptiha iz leta 1437. Mihael se Smithu zdi »kot velikan na zemlji, čigar skorja je razkrita kot krila skeletne figure smrti. Prekleti se skozi smrt črevesja izločijo v temno sluz pekla«. Netopirju podobna figura smrti, z lobanjo, iztisnjeno do zemlje, in skeletnimi rokami in nogami, ki segajo v pekel, je po Pächtu glavni junak pripovedi, smrt pa premaga tanek in mladosten nadangel, ki stoji med grozotami pekla in obljubo nebes.
Zgornji del table prikazuje drugi prihod, kot je zapisan v Mt 25,31: »Ko pride Sin človekov v svojem veličastvu in vsi angeli z njim, takrat bo sédel na prestol svojega veličastva«. Kristus, ki je bil gol, šibek in skoraj brez življenja v Križanju, je zdaj vstal in zmagoslaven v nebesih. Oblečen je v dolg rdeč plašč in je bos. Njegove roke in noge so obkrožene s krogi rumene svetlobe. Na odprtih dlaneh so vidne svete rane; znamenje predrtja, ki ga je pustila Longinusova sulica, je vidno na njegovi strani skozi odprtino v njegovem ogrinjalu, kot tudi luknje na nogah.
Kristus sedi v središču velike množice angelov, svetnikov in svetih starešin. [36] Po Pächtu je v tem nebeškem prizoru »vse sladkost, nežnost in red.« Marija in Janez Krstnik v molitvi poklekneta na njegovo neposredno desno in levo stran. Oba imata nimbe in sta upodobljena v veliko večjem obsegu kot okoliške figure, nad katerimi se zdi, da se dvigajo. Marija drži desno roko na prsih, medtem ko je leva dvignjena, kot da bi prosila za usmiljenje manjših golih figur, zaščitenih z njenim ogrinjalom, kar prikliče običajni položaj Marije zaščitnice. Zbor devic se zbere neposredno pod Kristusovimi nogami. Obrnjeni so proti gledalcu in pojejo Kristusovo hvalo.
Apostoli, ki jih vodi sveti Peter, so oblečeni v bele halje in sedijo na dveh obrnjenih klopeh, postavljenih pod Kristusom, na desni in levi strani zbora devic. Dva angela se udeležujeta skupin, zbranih ob vsaki strani klopi. Nadaljnja dva angela sta postavljena tik nad Kristusom. Držita njegov križ in sta oblečena v bel amik in albo (dolgo belo oblačilo), desni angel pa nosi zunanji modri mašni plašč. Na obeh straneh jih obkrožajo angeli, ki igrajo na dolge pihalne inštrumente, verjetno trobente. Oba angela na obeh straneh Kristusa nosita simbole križanja, ki so že predstavljeni na levi tabli. Angel na levi drži koplje in trnovo krono, angel na desni pa gobo in žeblje.
Van Eyck je imel osrednji vpliv na Petrusa Christusa in naj bi mlajši slikar preučeval table, ko so bile še v van Eyckovi delavnici. Leta 1452 je v sklopu monumentalne oltarne slike, ki je danes v Berlinu, naredil veliko večjo in prilagojeno parafrazo table. Čeprav obstajata pomembni razliki med obema deloma, je vpliv van Eycka na Christusovo delo najbolj očiten v navpični, ozki obliki in v osrednji figuri svetega Mihaela, ki sceno deli tudi med nebesa in pekel.

### Ikonografija
Umetnostni zgodovinar John Ward izpostavlja bogato in zapleteno ikonografijo in simbolni pomen, ki ga je Van Eyck uporabil, da bi opozoril na tisto, kar je videl kot soobstoj duhovnega in materialnega sveta. Na njegovih slikah so ikonografske značilnosti običajno prefinjeno vtkane v delo, saj so »razmeroma majhne, v ozadju ali v senci [podrobnosti]«. Pomen posnetkov je pogosto tako gosto in zapleteno slojevit, da je treba delo večkrat pogledati, še preden postanejo očitni tudi najbolj očitni pomeni. Ward pravi, da so ikonografski elementi običajno postavljeni »sprva za spregled in sčasoma za odkrivanje«. Burroughs v pisanju o oddelku o Poslednji sodbi ugotavlja, da »vsak od njegovih več prizorov zahteva pozornost samo zase«. Po mnenju Warda van Eyck prisili gledalca, da poišče pomen v ikonografiji in ustvari večplastno površino ki pozornega gledalca nagradi z globljim razumevanjem slike in njenih simbolov. Velik del ikonografije van Eycka namerava prenesti idejo o »obljubljenem prehodu iz greha in smrti v zveličanje in ponovno rojstvo«. 

### Napisi
Tako okviri kot slikovna področja diptiha so močno popisana s črkami in besednimi zvezami v latinščini, grščini in hebrejščini. Zgodnja dela Van Eycka kažejo nagnjenost k napisom, ki imajo dvojni namen. So dekorativni, hkrati pa delujejo na način, podoben komentarjem, ki jih pogosto vidimo na robovih srednjeveških rokopisov, ki postavljajo v kontekst pomen spremljajočih podob. Diptihi so bili običajno naročeni za zasebno pobožnost, van Eyck pa bi pričakoval, da bo gledalec v sozvočju premišljeval o besedilu in slikah.
V tem delu so napisi v rimskih tiskanih črkah ali gotski miniaturi, ponekod pa se zdi, da vsebujejo napačno črkovane besede, kar otežuje razlago. Zlato obrobljen okvir in latinski napisi s prefinjenimi sklici na različne odlomke na obeh tablah kažejo, da je bil donator premožen in izobražen. Strani vsakega okvira so obložene z napisi iz Izaijeve knjige (Iz 53,6–9 in 12), Razodetja (Raz 20,13, 21,3–4) ali Devteronomija (5 Mz 32,23–24). Na desni tabli figure smrti na obeh straneh vsebujejo latinske napise; na levi so besede CHAOS MAGNVM ('veliki kaos'), na desni pa UMBRA MORTIS ('senca smrti'). Opozorilo iz Mateja Mt 25,41 je napisano na obeh straneh glave Smrti in kril ter sega od zemlje navzdol do pekla. Bere se, Ite vos maledicti in ignem eternam ('Pojdi, prekleti, v večni ogenj'). Na ta način van Eyck dramatično poravna biblijski izvleček v diagonalnih dvojnih žarkih svetlobe, ki so bili navidezno vrženi iz nebes. Tu so tudi črke z napisom ME OBVLIVI.
Na sredini je oklep nadangela Mihaela močno popisan z ezoteričnimi in pogosto težko dostopnimi besednimi zvezami. Črke na njegovi prsni tabli so VINAE (X), medtem ko je na okrasni zaponki, okrašeni z dragulji, prikazan križ in je okrašen z grško pisavo ADORAVI TETGRAMMATON AGLA. Pomen tega stavka ni dokončno opredeljen; nekateri umetnostni zgodovinarji menijo, da vsebuje napačno črkovane besede in je bil napačno prebran. Friedländer je prvo besedo prepisal kot ADORAVI, poslednja beseda AGLA pa naj bi bila vzeta iz prvih štirih črk hebrejskih besed za 'Ti si mogočen' in tako lahko pomeni Boga; beseda se pojavlja tudi v talni ploščici v Gentskem oltarju. V zgornjem delu so pozlačeni napisi, ki potekajo navpično čez robove Kristusovega plašča, piše VENITE BENEDICTI PATRIS MEI ('Pridite, blagoslovljeni mojega očeta'). 

## Pripis in datacija
Skozi leta so table pripisovali tako Janu kot Hubertu van Eycku kot Petru Christusu. Leta 1841 je Passavant diptih skupaj pripisal Hubertu in Janu van Eycku; do leta 1853 je svoje mnenje revidiral in pripisal izključno Janu. Gustav Waagen, prvi direktor berlinske Gemäldegalerie, jih je sredi 19. stoletja pripisal Petru Christusu na podlagi podobnosti leve table v sestavi s Poslednjo sodbo iz leta 1452, ki jo je Christus podpisal v Berlinu. Ta pogled je bil zavrnjen leta 1887 in znova sta se povezali z Janom. Tabli sta prišli v posest galerije Ermitaž leta 1917, pripisani Janu.
Bryson Burroughs, ki je ob prevzemu leta 1933 pisal za Metropolitan, je dela pripisal Hubertu. Po njegovem prepričanju je bil ta profil nezdružljiv z nenaklonjenim in strastnim mojstrom, za katerega je znano, da je bil Jan. Vendar je Burroughs priznal, da »ni nobenega dokumentiranega dokaza za pripis [Hubertu]«. Priznal je, da so bili njegovi dokazi »omejeni, neizogibno nepopolni« in s tem »posredni in domnevni«. V novejši raziskavi se strinjajo, da je Jan poslikaval table na podlagi dokazov, da so stilsko bližje Janu kot Hubert, ki je umrl leta 1426; in da je Jan, ki je tisto leto potoval čez Alpe v Italijo, naslikal gorsko verigo.
Slike so pogosto primerjali s sedmimi stranmi iluminiranega rokopisa Torinsko-milanski horarij, pripisan neznanemu Umetniku G, za katerega se na splošno meni, da je bil Jan van Eyck. Videti je, da je bližina tako v miniaturistični tehniki kot v posebnem slikarskem slogu. Podobnost torinske risbe križanega Kristusa z likom v newyorškem diptihu je nekatere umetnostne zgodovinarje privedla do zaključka, da so bili vsaj naslikani v istem času v 1420-ih in zgodnjih 1430-ih. Večina verjame, da risba in diptih vsaj izvirata iz prototipa, ki ga je zasnoval Jan van Eyck. Panofsky je tabli v New Yorku pripisal Umetniku G. Ko so odkrili miniature Torinsko-milanskega horarija, so sprva verjeli, da so bile naslikane pred smrtjo vojvode Berryskega leta 1416, ideja, ki je bila hitro zavrnjena z datumom, podaljšanim nekje v začetku 1430-ih.
Datacijo v 1430-ih podpira slog podrisbe, kar se sklada z znanimi podpisanimi deli Van Eycka iz tistega časa. Poleg tega so figure oblečene v oblačila, modna v 1420-ih, z izjemo enega od možnih donatorjev, začasno identificiranega kot Margareta Bavarska, ki je upodobljena kot Sibila, ki stoji v desnem ospredju table Križanja in nosi obleke v slogu v zgodnjih 1430-ih.
Zgornji deli Poslednje sodbe na splošno veljajo za dela šibkejšega slikarja z manj individualnim slogom. Menijo, da je van Eyck table pustil nedokončane z dokončanimi spodnjimi risbami, območje pa so po njegovi smrti končali člani delavnice ali sledilci. Maryan Ainsworth je drugačnega mnenja. Poudarja tesno razmerje, za katero je znano, da obstaja med sodobnimi delavnicami v Nizozemskih deželah in Franciji in domneva, da je francoski miniaturist ali iluminator, morda iz delavnice mojstra Bedforda, potoval v Brugge, da bi pomagal van Eycku na desni tabli.

## Izvor
Nič ni znano o izvoru dela pred 1840-ih. Glede na manjšo velikost tabel - kar je značilno za zgodnje diptihe - se zdi verjetno, da je bilo delo naročeno za zasebno ne za javno čaščenje. Pojem dobro izobraženega pokrovitelja, ki pozna umetnost prejšnjih stoletij in ceni umetnost, je podkrepljen tako s klasičnimi jezikovnimi napisi kot z obilnimi podrobnostmi na vseh področjih panojev.
Leta 1841 je v reviji Kunstblatt [55] Passavant zapisal, kako so table na dražbi kupili bodisi iz španskega samostana bodisi iz konventa. Ruski diplomat Dmitrij Tatiščov je table pridobil, verjetno v španskem samostanu blizu Madrida ali Burgosa, medtem ko je živel v Španiji med 1814 in 1821. Tatiščov je svoje slike prepustil carju Nikolaju I. leta 1845, leta 1917 pa so prišle v posest galerije Ermitaž v Sankt Peterburgu.
Table so bile vključene v sovjetsko prodajo slik Ermitaža, ki je vključevalo še eno pomembno Van Eyckovo delo, Oznanjenje (1434-1436). Kupil jih je Charles Henschel iz newyorškega trgovca z umetninami M. Knoedler & Company za 185.000 ameriških dolarjev, kar je bistveno manj od zahtevane cene 600.000 ameriških dolarjev, ko so bila dela ponujena leta 1931. Table so bile poslane iz Sankt Peterburga v galerijo Matthiesen v Berlinu, preden jih je M. Knoedler & Company tisto leto prodala Metropolitanu v New Yorku.

## Galerija

### Leva tabla
- Ženske v ospredju žalujejo.
- Pokrajina Jeruzalema vidna za križem.
- Na dnu križa se zbirajo gledalci orientalskega videza.

### Desna tabla
- Desno od nadangela Mihaela so vstali poklicani iz svojih grobov, da se soočijo s sodbo.
- Meso prsate ženska raztrgajo zobje demona, medtem ko se hudič v obliki kuščarja pred njo hrani z moškim, ki ga najprej potisne v usta.
- Udeleženci vstalega Kristusa, zgornja desna tabla. Zaradi svoje sorazmerne slogovne enostavnosti naj bi ta del zasnoval van Eyck, dopolnil pa član njegove delavnice.